# 中国株の大暴落 (2015年)
中国株の大暴落（ちゅうごくかぶのだいぼうらく）は、株式のバブルが引き金となり2015年6月12日に始まった株価の大暴落。ひと月の間に上海証券取引所のA株は株式時価総額の3分の1を失った。この時の株価の下げを金融関係者の間ではチャイナショックと呼ぶことがある。

## 原因
この年、暴落に至るまでに個人投資家たちは巨額の株式投資を行い、株バブルを膨らませ続けた。背景としては国営メディアが一般の投資家たちを煽り立ててハイリスクな信用買いに向かわせていたと指摘されている。加熱した投資により株価上昇率は経済成長率をしのぎ、彼らの投資する企業の利益を上回っていた。ひとたび株価が下落すると投資家たちは追加保証金の請求に直面、彼らの多くが強制的に保有株式の売却を迫られる事態となり株価の急落を招いた。
政府は下落を食い止めるために様々な手段を講じるが、株価は下がり続けた。上場銘柄の半数以上にあたる1400社に及ぶ企業が取引停止を申請する中、2015年7月8-9日までに上海証券取引所は株価の30パーセントを下げた。その後3週間安定した後、7月27日に8.5パーセント下落を記録。これは2007年の上海ショック（前日比8.84パーセント下落）以降で最大の下げ幅となった。

## 影響
マネー誌（Money）は中国の投資家たちが比較的安定している米国債や株式、為替へと流れることになれば、すでに高値で推移しているドルをさらに押し上げ、輸出の減少を招くと見積もっている。そのため、米国では民間企業のみならず、政府の財政も最大の国債購入国中国に依存してることに対しての批判も上がった。
中国市場に依存している多くの多国籍企業が影響を受けた。暴落により失われた外資系企業の株式の総額は4兆ドルに及ぶ。例えばフランスのアルコール飲料メーカー、レミーコアントロー、イギリスのファッションブランド、バーバリーは株価の下落と中国での売り上げの減少を想定している。アメリカのファーストフード・カンパニー、ヤム・ブランズは売り上げを10パーセント落とし、年度の収益は予定を下回ると見られる。南アフリカ共和国の鉄鉱石生産企業クンバ・アイロン・オー（Kumba Iron Ore）は上半期の利益の61パーセントを失い無配を決めた。
この暴落の余波で、8月には日本も含め全世界同時株安となる事態が起きた。

## 政府の反応
中国政府は株価の暴落を食い止めるために様々な対策を講じた。まず当局は空売りを制限、違反者は逮捕するとした。大手投資信託と年金基金には株式の購入を誓約させた。政府は株式公開を停止、中央銀行のバックアップで投資家が株式を購入するための基金を設立した。中国市場の80パーセント以上を占める個人投資家に訴えるために国営メディアを通じて株式の購入を促した。さらに中国证券监督管理委员会（CSRC）は企業の5パーセントを越える株式を保有する大株主がその株を売却することを半年間禁止した。これら対策の結果市場は6パーセント持ち直した。さらに7月8日から株式市場の45パーセントにあたる1300社の株式の取引を停止した。
フォーブズの寄稿者ジョセ・コロンボ（Jesse Colombo）は利下げを含め中国政府のとった対策は結果として資産を担保とした証拠金取引を容認し、証券仲介業者に中国人民銀行の資産で株式を購入することを促し、7月半ばには株価を上昇させたと主張している。政府の干渉は言うまでもなく予測不可能で短期的にどのような結果を招くのかは分からない。しかし長期的にみた場合にモラル・ハザードを引き起こし結果としてより巨大なバブルを生み出すことになるのではないかと、彼は危惧している。
8月11日、暴落からふた月後。中国人民銀行は人民元を対ドルレートで1.86パーセント切り下げ、1ドルCN¥6.2298とした。8月14日には1ドルCN¥6.3975に切り下げた。
8月30日の時点で中国政府はジャーナリスト、証券取引所の職員を含む197名を拘束した。容疑は株価の暴落と2015年天津浜海新区倉庫爆発事故に関する風説の流布とされている。風説の流布は2013年の制定以降3年の禁錮が課せられるようになった。
政府関係者はいくつかの外国勢力が意図的に市場を動揺させていると非難している。
9月8日に中華人民共和国財政部は積極的な財政政策をとるとする声明を出した。これを受けて日本含め世界同時株高に転じた。

## チャイニーズ・ブラック・マンデー
8月24日、上海総合指数は8.49パーセントの下落を記録した。翌25日にも7パーセントを越える下落を記録、利下げや金融緩和など中央銀行のとる対応もむなしく、この週を通して上海総合指数は16パーセントを下げる結果となった。数10億元の価値が国際市場から失われる事態となり、評論家たちはブラック・マンデーと呼んだ。